# Saif Khalfan
Saif Khalfan (Arabic:سيف خلفان) (sinh ngày 31 tháng 1 năm 1993) là một cầu thủ bóng đá người Các Tiểu vương quốc Ả Rập Thống nhất. Hiện tại anh thi đấu cho Al Jazira.